# アダム・アルナ
アブドゥライェ・アダム・アルナ（Abdoulaye Adamou Harouna、Harouna Adamou（アルナ・アダムとも表記される））は、ニジェールの軍人。階級は少佐あるいは大佐。2010年2月18日に軍事クーデターを導き、タンジャ・ママドゥ大統領を退陣に追い込んだ。
1999年クーデターの際には、リーダーであったダオダ・マラム・ワンケの側近を務めた。
2010年クーデターでは、兵士が首都ニアメへ進撃し、大統領官邸に攻撃を行いママドゥ大統領を拘束した。クーデター成功後、サル・ジボ（chef d'escadron、戦隊司令官）が民主主義復興最高評議会の議長としてニジェールの事実上の元首となった。